# Relacions entre Mònaco i la Unió Europea
Les relacions entre Mònaco i la Unió Europea (UE) es desenvolupen principalment a través de França. Aquestes relacions permeten que Mònaco participi directament a certes polítiques de la UE. Mònaco és una part integral del territori duaner i la zona d'IVA de la Unió Europea i aplica la majoria de mesures sobre l'IVA i impostos especials (particularment en relació amb el lliure moviment a la UE).
Tanmateix, aquesta relació no s'estén a l'àmbit del comerç exterior. Els acords comercials preferencials entre la UE i tercers països només s'apliquen als béns que provenen del territori duaner, de manera que Mònaco no pot al·legar origen de la UE en aquest sentit.
Mònaco és un membre de facto de l'espai Schengen (en què les seves fronteres i el seu territori duaner són considerats parts de França) i fa servir l'euro com a divisa única i oficial. Pot utilitzar l'euro i encunyar les seves pròpies monedes gràcies a un acord amb la UE i França. Mònaco fa servir aquesta divisa perquè anteriorment tenia una divisa fixada a una paritat d'1:1 amb el franc francès.
Les dues parts també han signat acords sobre l'aplicació de lleis comunitàries als fàrmacs, els cosmètics i els aparells mèdics (a partir de l'1 de maig del 2004), a més de lleis sobre la fiscalitat de l'estalvi (a partir de l'1 de juliol del 2005).